# Mouliherne
Mouliherne est une commune française située dans le département de Maine-et-Loire, en région Pays de la Loire.

## Géographie

### Localisation
Commune angevine du Baugeois, Mouliherne se situe au sud-est du Guédeniau, sur les routes D 58, Le Guédeniau - Vernantes, D 79, Auverse, D 279 et D 62.
Son territoire se trouve sur l'unité paysagère du Plateau du Baugeois.
| Baugé-en-Anjou           |            | Noyant-Villages |
| Longué-Jumelles          | Mouliherne |                 |
| Saint-Philbert-du-Peuple | Vernantes  |                 |

### Climat
Pour des articles plus généraux, voir Climat des Pays de la Loire et Climat de Maine-et-Loire.
En 2010, le climat de la commune est de type climat océanique altéré, selon une étude du CNRS s'appuyant sur une série de données couvrant la période 1971-2000. En 2020, Météo-France publie une typologie des climats de la France métropolitaine dans laquelle la commune est exposée à un climat océanique et est dans la région climatique Moyenne vallée de la Loire, caractérisée par une bonne insolation (1 850 h/an) et un été peu pluvieux.
Pour la période 1971-2000, la température annuelle moyenne est de 11,4 °C, avec une amplitude thermique annuelle de 14,6 °C. Le cumul annuel moyen de précipitations est de 664 mm, avec 11,4 jours de précipitations en janvier et 6,4 jours en juillet. Pour la période 1991-2020, la température moyenne annuelle observée sur la station météorologique de Météo-France la plus proche, « Fontaine-Guerin », sur la commune des Bois d'Anjou à 16 km à vol d'oiseau, est de 12,7 °C et le cumul annuel moyen de précipitations est de 666,2 mm,. Pour l'avenir, les paramètres climatiques de la commune estimés pour 2050 selon différents scénarios d'émission de gaz à effet de serre sont consultables sur un site dédié publié par Météo-France en novembre 2022.

## Urbanisme

### Typologie
Au 1er janvier 2024, Mouliherne est catégorisée commune rurale à habitat dispersé, selon la nouvelle grille communale de densité à sept niveaux définie par l'Insee en 2022.
Elle est située hors unité urbaine et hors attraction des villes,.

### Occupation des sols
L'occupation des sols de la commune, telle qu'elle ressort de la base de données européenne d’occupation biophysique des sols Corine Land Cover (CLC), est marquée par l'importance des territoires agricoles (50,4 % en 2018), en diminution par rapport à 1990 (51,7 %). La répartition détaillée en 2018 est la suivante : 
forêts (45,8 %), zones agricoles hétérogènes (17,7 %), terres arables (15,5 %), prairies (15,3 %), cultures permanentes (2 %), zones urbanisées (1,9 %), milieux à végétation arbustive et/ou herbacée (1,9 %). L'évolution de l’occupation des sols de la commune et de ses infrastructures peut être observée sur les différentes représentations cartographiques du territoire : la carte de Cassini (XVIIIe siècle), la carte d'état-major (1820-1866) et les cartes ou photos aériennes de l'IGN pour la période actuelle (1950 à aujourd'hui).

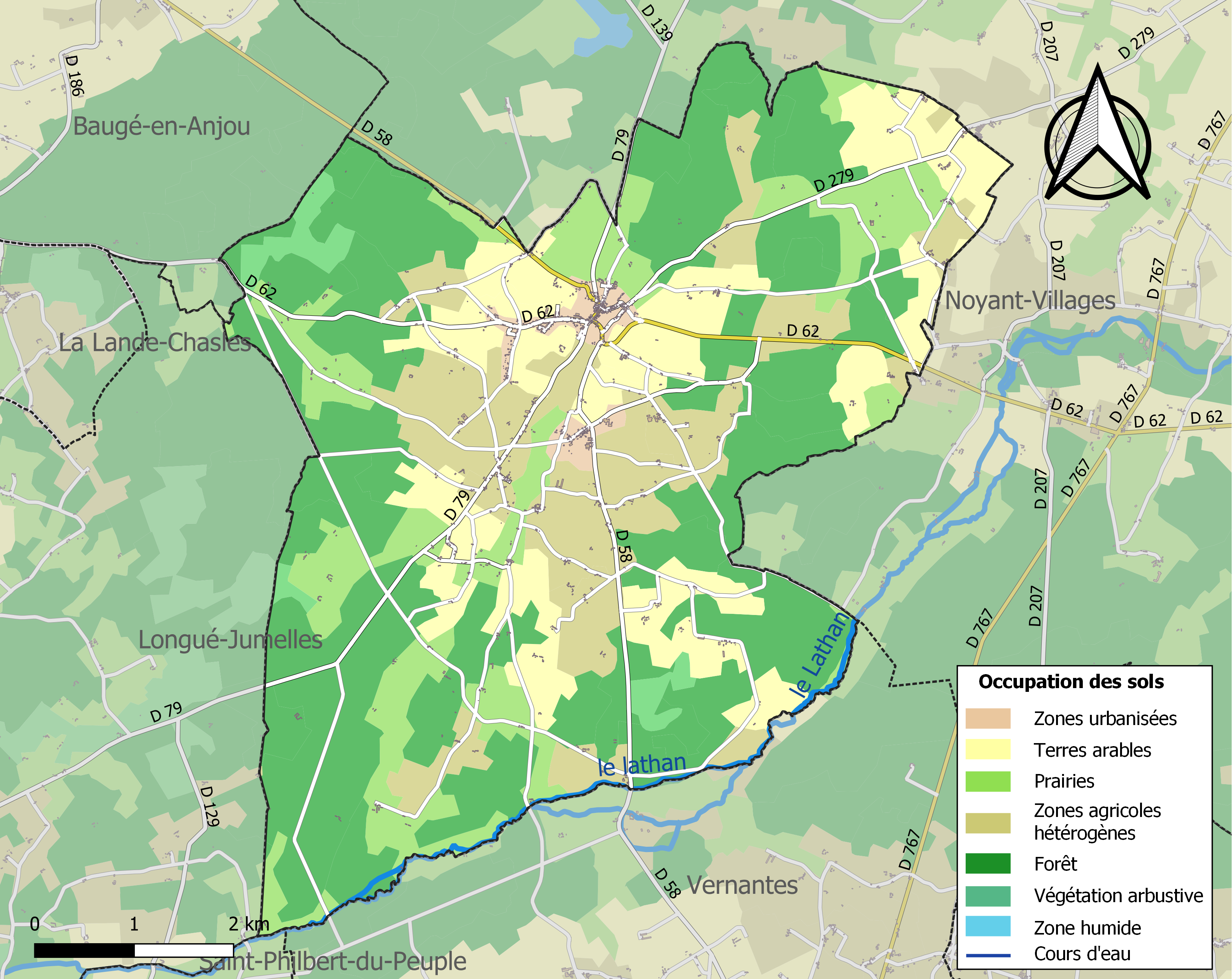
Carte des infrastructures et de l'occupation des sols de la commune en 2018 (CLC).

## Toponymie et héraldique

### Toponymie
Molinherna en 1070-1080, Moliherna en 1190. C'est un moulin qui a donné son nom au lieu. Molendinum Herle dans sa forme de 1048 (moulin Herle).

### Héraldique
| Blason de Mouliherne | Blason  | De gueules à la barre cousue de sinople chargée de trois cœurs d'or posés dans le sens de la barre, et accompagnée de deux roues de moulin du même. |
| Blason de Mouliherne | Détails | Le statut officiel du blason reste à déterminer. |

## Politique et administration

### Administration municipale
| Période                                  | Période                   | Identité               | Étiquette | Qualité  |
| ---------------------------------------- | ------------------------- | ---------------------- | --------- | -------- |
| 1792                                     |                           | Pierre-François Texier |           |          |
|                                          |                           | René Chasle            |           |          |
| 1800                                     |                           | Louis Faucillon        |           |          |
| 1812                                     |                           | François Lemercier     |           |          |
| 1815                                     |                           | Jean Fourier           |           |          |
| 1826                                     |                           | Jean-Pierre de Villers |           |          |
| 1840                                     |                           | Jean Meunier           |           |          |
| 1852                                     |                           | Michel Chaillou        |           |          |
| 1881                                     |                           | René Chevalier         |           |          |
| 1888                                     |                           | Adolphe Duperray       |           |          |
| 1912                                     |                           | Auguste Levêque        |           |          |
| 1935                                     |                           | Paul Goubet            |           |          |
| 1953                                     |                           | René Fuselier          |           |          |
| 1956                                     |                           | Pierre Testut          |           |          |
| 1959                                     |                           | Guy Couturier          |           |          |
| mars 2001                                | mars 2014                 | Maurice Gilles         |           | Retraité |
| mars 2014                                | mai 2020                  | Rémy Louvet            |           |          |
| mai 2020                                 | En cours (au 29 mai 2020) | Alain Bourdin          |           |          |
| Les données manquantes sont à compléter. |                           |                        |           |          |

### Intercommunalité
La commune est membre de la communauté de communes Loire Longué, elle-même membre du syndicat mixte Pays des Vallées d'Anjou, jusqu'en 2017, puis de la communauté d'agglomération Saumur Val de Loire.

### Autres circonscriptions
La commune fait partie du canton de Longué-Jumelles et de l'arrondissement de Saumur.
Jusqu'en 2014, le canton de Longué-Jumelles compte huit communes, dont Mouliherne. Dans le cadre de la réforme territoriale, un nouveau découpage territorial pour le département de Maine-et-Loire est défini par le décret du 26 février 2014. La commune reste rattachée à ce même canton de Longué-Jumelles, avec une entrée en vigueur au renouvellement des assemblées départementales de 2015.

## Population et société

### Démographie

#### Évolution démographique
L'évolution du nombre d'habitants est connue à travers les recensements de la population effectués dans la commune depuis 1793. Pour les communes de moins de 10 000 habitants, une enquête de recensement portant sur toute la population est réalisée tous les cinq ans, les populations de référence des années intermédiaires étant quant à elles estimées par interpolation ou extrapolation. Pour la commune, le premier recensement exhaustif entrant dans le cadre du nouveau dispositif a été réalisé en 2004.

En 2022, la commune comptait 800 habitants, en évolution de −7,41 % par rapport à 2016 (Maine-et-Loire : +2,12 %, France hors Mayotte : +2,11 %).
| 1793  | 1800  | 1806  | 1821  | 1831  | 1836  | 1841  | 1846  | 1851  |
| ----- | ----- | ----- | ----- | ----- | ----- | ----- | ----- | ----- |
| 1 532 | 1 558 | 1 613 | 2 007 | 2 087 | 2 099 | 2 153 | 2 072 | 2 063 |

| 1856  | 1861  | 1866  | 1872  | 1876  | 1881  | 1886  | 1891  | 1896  |
| ----- | ----- | ----- | ----- | ----- | ----- | ----- | ----- | ----- |
| 1 976 | 1 986 | 1 934 | 1 842 | 1 800 | 1 854 | 1 830 | 1 777 | 1 732 |

| 1901  | 1906  | 1911  | 1921  | 1926  | 1931  | 1936  | 1946  | 1954  |
| ----- | ----- | ----- | ----- | ----- | ----- | ----- | ----- | ----- |
| 1 668 | 1 655 | 1 633 | 1 526 | 1 453 | 1 486 | 1 427 | 1 439 | 1 342 |

| 1962  | 1968  | 1975  | 1982  | 1990 | 1999 | 2004 | 2006 | 2009 |
| ----- | ----- | ----- | ----- | ---- | ---- | ---- | ---- | ---- |
| 1 258 | 1 248 | 1 192 | 1 079 | 951  | 854  | 874  | 886  | 911  |

| 2014 | 2019 | 2022 | - | - | - | - | - | - |
| ---- | ---- | ---- | - | - | - | - | - | - |
| 865  | 820  | 800  | - | - | - | - | - | - |

#### Pyramide des âges
La population de la commune est relativement âgée.
En 2018, le taux de personnes d'un âge inférieur à 30 ans s'élève à 28,6 %, soit en dessous de la moyenne départementale (37,2 %). À l'inverse, le taux de personnes d'âge supérieur à 60 ans est de 33,3 % la même année, alors qu'il est de 25,6 % au niveau départemental.
En 2018, la commune compte 439 hommes pour 396 femmes, soit un taux de 52,57 % d'hommes, largement supérieur au taux départemental (48,63 %).
Les pyramides des âges de la commune et du département s'établissent comme suit.
| Hommes | Classe d’âge | Femmes |
| ------ | ------------ | ------ |
| 1,9    | 90 ou +      | 2,1    |
| 11,6   | 75-89 ans    | 12,6   |
| 19,3   | 60-74 ans    | 19,3   |
| 22,5   | 45-59 ans    | 22,4   |
| 15,8   | 30-44 ans    | 15,7   |
| 12,3   | 15-29 ans    | 11,6   |
| 16,7   | 0-14 ans     | 16,5   |

| Hommes | Classe d’âge | Femmes |
| ------ | ------------ | ------ |
| 0,9    | 90 ou +      | 2,1    |
| 7      | 75-89 ans    | 9,5    |
| 16,2   | 60-74 ans    | 16,9   |
| 19,4   | 45-59 ans    | 18,7   |
| 18,2   | 30-44 ans    | 17,5   |
| 18,8   | 15-29 ans    | 17,6   |
| 19,5   | 0-14 ans     | 17,6   |

## Économie
En 2015, sur les 79 établissements présents, 30 % relèvent du secteur de l'agriculture (pour une moyenne de 11 % sur le département), 5 % du secteur de l'industrie, 10 % de celui de la construction, 46 % du secteur du commerce et des services et 9 % de celui de l'administration et de la santé.

## Culture locale et patrimoine

### Lieux et monuments
- L'église Saint-Germain
L'église, située sur le faite escarpé dominant la vallée, au nord du bourg, l'église primitive fut construite dès le XIe siècle non loin d'un puissant château détruit fin 1049. Il subsiste la motte féodale. C'est en effet sur cette crête d'accès difficile, que le duc de Normandie, Guillaume le Conquérant, remporte sa première victoire dans une bataille rangée contre Geoffroy Martel, comte d'Anjou.
L'église, classée monument historique, construite à plusieurs reprises, (du XIe au XVe siècle) reste un bel exemple du style gothique Plantagenêt. On peut remarquer, derrière l'autel, des sarcophages carolingiens taillés dans la pierre coquillière.
L'église possède un clocher tors typique du Baugeois construit en 1690. Il y a de nombreux modillons au-dessus du portail ouest et sur le clocher.
- Manoir de la Touche.
- La lanterne des morts de Mouliherne, tombée en ruine avec les siècles, mais merveilleusement reconstituée en 1978, fait partie des cinquante dernières "Lanternes des Morts" de France[réf. nécessaire]. Située dans le cimetière, près de l'église, elle est bâtie sur un ossuaire du XIIe siècle voûté en ogives (le seul connu en Anjou). Sur la table recouverte de l'ardoise d'origine, on chantait l’Évangile le jour des Rameaux. La lumière du fanal brûlait chaque nuit, symbole religieux qui, visible des routes du Mans et de Saumur, servait aussi de phare aux voyageurs attardés dans la nuit.